# 大杨乡 (泗县)
大杨乡，是中国安徽省宿州市泗县下辖的一个乡镇级行政单位。

## 行政区划
大杨乡共辖以下地区：
杨集村、时圩村、高集村、赵集村、三时村、小丁村、李庙村、曹安村、吴集村、马宅村。